# Whitney Hedgepeth
Whitney Lynn Hedgepeth, nach Heirat Whitney Lynn Luther, (* 19. März 1971 in Charlottesville, Virginia) ist eine ehemalige Schwimmerin aus den Vereinigten Staaten. Sie gewann bei Olympischen Spielen eine Gold- und zwei Silbermedaillen sowie bei Weltmeisterschaften eine Goldmedaille und bei Panamerikanischen Spielen eine Gold- und eine Silbermedaille.

## Karriere
Whitney Hedgepeth trat bei den Panamerikanischen Spielen 1987 in Indianapolis an und gewann über 200 Meter Freistil die Silbermedaille hinter Silvia Poll aus Costa Rica. Die 4-mal-200-Meter-Freistilstaffel der Vereinigten Staaten gewann den Titel vor den Staffeln aus Costa Rica und Kanada. Im Jahr darauf trat Hedgepeth bei den Olympischen Spielen 1988 in Seoul über 200 Meter Lagen an und belegte den achten Platz.
Anfang 1991 fanden in Perth die Schwimmweltmeisterschaften 1991 statt. Die amerikanische 4-mal-100-Meter-Staffel mit Nicole Haislett, Julie Cooper, Whitney Hedgepeth und Jenny Thompson gewann die Goldmedaille vor den Deutschen und den Niederländerinnen. Die 4-mal-200-Meter-Staffel aus den Vereinigten Staaten wurde disqualifiziert. Bei den Pan Pacific Swimming Championships 1991 in Edmonton wurde Hedgepeth Vierte über 200 Meter Rücken. Sie gewann zwei Goldmedaillen mit den beiden Freistilstaffeln. 1992 konnte sich Hedgepeth nicht für das Olympiateam qualifizieren. 1993 bei der Universiade in Buffalo gewann Whitney Hedgepeth vier Medaillen. Sie siegte mit der 4-mal-100-Meter-Freistilstaffel und über 200 Meter Rücken. Über 200 Meter Freistil erschwamm sie die Silbermedaille hinter Heike Lünenschloß aus Deutschland und über 200 Meter Lagen wurde sie Dritte hinter den Kanadierinnen Marianne Limpert und Nancy Sweetnam.
Nach einem Jahr Pause kehrte Hedgepeth 1995 zurück ins Becken und gewann bei den Pan Pacific Swimming Championships 1995 in Atlanta die Bronzemedaille über 200 Meter Rücken. Bei den olympischen Schwimmwettbewerben 1996 in Atlanta trat Whitney Hedgepeth zunächst über 100 Meter Rücken an und erkämpfte mit 0,28 Sekunden Rückstand auf ihre Landsfrau Beth Botsford die Silbermedaille. In der 4-mal-100-Meter-Lagenstaffel qualifizierten sich Whitney Hedgepeth, Kristine Quance, Jenny Thompson und Catherine Fox mit der schnellsten Vorlaufzeit für den Endlauf. Im Finale siegten Beth Botsford, Amanda Beard, Angel Martino und Amy van Dyken vor den Australierinnen. Die nur im Vorlauf eingesetzten Schwimmerinnen erhielten ebenfalls eine Medaille. Über 200 Meter Rücken gewann die Ungarin Krisztina Egerszegi ihre dritte Goldmedaille in Folge, vier Sekunden hinter ihr erschwamm Hedgepeth die Silbermedaille mit 0,08 Sekunden Vorsprung auf die Deutsche Cathleen Rund.
Whitney Hedgepeth studierte zunächst an der University of Florida und gewann in ihrem ersten Studienjahr ihre ersten nationalen College-Meistertitel. Danach wechselte sie an die University of Texas, wo ihr weitere Teilnahmen an den Meisterschaften der National Collegiate Athletic Association gelangen. Neben den College-Meisterschaften gewann sie sieben Meistertitel der Vereinigten Staaten in sieben verschiedenen Disziplinen. Nach ihrer Graduierung arbeitete sie 1994 ein Jahr in Austin als Englischlehrerin. Später war sie Trainerin des Schwimmteams der University of Texas und übernahm dann die Betreuung der Masters-Schwimmer.